# Paris Masters
Paris Masters este un turneu anual de tenis pentru jucătorii profesioniști de sex masculin, care se joacă la Paris, Franța. Se joacă în interior la AccorHotels Arena. Evenimentul face parte din turul ATP Tour Masters 1000 din turul Asociației Profesioniștilor din Tenis (ATP).
În Open Era, turneul s-a desfășurat la stadionul Pierre de Coubertin până în 1982. În 1989 a fost modernizat pentru a deveni unul dintre Grand Prix Tour. Datorită sponsorizării sale, turneul a fost cunoscut oficial din 2003 până în 2016 sub numele de BNP Paribas Masters și din 2017 sub numele de Rolex Paris Masters. Înainte ca Tennis Masters Series să înlocuiască ATP Super 9 în 2000, evenimentul a fost cunoscut sub numele de Paris Open. De asemenea, este denumit adesea Paris Indoor cu referire atât la faptul că celălalt eveniment de tenis desfășurat la Paris, French Open se desfășoară în aer liber, cât și la faptul că, din 2009, este singurul turneu Masters 1000 care se joacă în interior. Mai este cunoscut și sub denumirea Paris-Bercy, după vechiul nume al arenei în care se desfășoară.
Ilie Năstase, Andre Agassi, Roger Federer și Novak Đoković sunt singurii jucători care au câștigat vreodată ambele turnee pariziene (Paris Masters și French Open). Federer a câștigat Open-ul Franței în 2009 și Masters-ul în 2011, Đoković a câștigat Masters-ul în 2009, 2013–15, 2019 și Open-ul  în 2016, 2021 și Andre Agassi a câștigat ambele în 1999 ca și Ilie Năstase în 1973. În 2015, Marcelo Melo și Ivan Dodig au câștigat probele de dublu la ambele turnee.
Novak Đoković deține cele mai multe recorduri la Paris Masters (vezi Recorduri).

## Distribuția punctelor
| Probă  | C    | F   | SF  | QF  | R16 | R32 | R64 | R128 | Q   | Q2  | Q1  |
| Simplu | 1000 | 600 | 360 | 180 | 90  | 45  | 25  | 10   | 16  | 8   | 0   |
| Dublu  | 1000 | 600 | 360 | 180 | 90  | 0   | N/A | N/A  | N/A | N/A | N/A |

## Rezultate

### Simplu
| An      | Campion             | Finalist           | Scor                               |
| ------- | ------------------- | ------------------ | ---------------------------------- |
| 1969    | Tom Okker           | Butch Buchholz     | 8–6, 6–2, 6–1                      |
| 1970    | Arthur Ashe         | Marty Riessen      | 7–6, 6–4, 6–3                      |
| 1971    | Nu s-a ținut        | Nu s-a ținut       | Nu s-a ținut                       |
| 1972    | Stan Smith          | Andrés Gimeno      | 6–2, 6–2, 7–5                      |
| 1973    | Ilie Năstase        | Stan Smith         | 4–6, 6–1, 3–6, 6–0, 6–2            |
| 1974    | Brian Gottfried     | Eddie Dibbs        | 6–3, 5–7, 8–6, 6–0                 |
| 1975    | Tom Okker (2)       | Arthur Ashe        | 6–3, 2–6, 6–3, 3–6, 6–4            |
| 1976    | Eddie Dibbs         | Jaime Fillol       | 5–7, 6–4, 6–4, 7–6                 |
| 1977    | Corrado Barazzutti  | Brian Gottfried    | 7–6, 7–6, 6–7, 3–6, 6–4            |
| 1978    | Robert Lutz         | Tom Gullikson      | 6–2, 6–2, 7–6                      |
| 1979    | Harold Solomon      | Corrado Barazzutti | 6–3, 2–6, 6–3, 6–4                 |
| 1980    | Brian Gottfried (2) | Adriano Panatta    | 4–6, 6–3, 6–1, 7–6                 |
| 1981    | Mark Vines          | Pascal Portes      | 6–2, 6–4, 6–3                      |
| 1982    | Wojciech Fibak      | Bill Scanlon       | 6–2, 6–2, 6–2                      |
| 1983–85 | Nu s-a ținut        | Nu s-a ținut       | Nu s-a ținut                       |
| 1986    | Boris Becker        | Sergio Casal       | 6–4, 6–3, 7–6                      |
| 1987    | Tim Mayotte         | Brad Gilbert       | 2–6, 6–3, 7–5, 6–7, 6–3            |
| 1988    | Amos Mansdorf       | Brad Gilbert       | 6–3, 6–2, 6–3                      |
| 1989    | Boris Becker (2)    | Stefan Edberg      | 6–4, 6–3, 6–3                      |
| 1990    | Stefan Edberg       | Boris Becker       | 3–3 (ret.)                         |
| 1991    | Guy Forget          | Pete Sampras       | 7–6(11–9), 4–6, 5–7, 6–4, 6–4      |
| 1992    | Boris Becker (3)    | Guy Forget         | 7–6(7–3), 6–3, 3–6, 6–3            |
| 1993    | Goran Ivanišević    | Andrei Medvedev    | 6–4, 6–2, 7–6(7–2)                 |
| 1994    | Andre Agassi        | Marc Rosset        | 6–3, 6–3, 4–6, 7–5                 |
| 1995    | Pete Sampras        | Boris Becker       | 7–6(7–5), 6–4, 6–4                 |
| 1996    | Thomas Enqvist      | Evgheni Kafelnikov | 6–2, 6–4, 7–5                      |
| 1997    | Pete Sampras (2)    | Jonas Björkman     | 6–3, 4–6, 6–3, 6–1                 |
| 1998    | Greg Rusedski       | Pete Sampras       | 6–4, 7–6(7–4), 6–3                 |
| 1999    | Andre Agassi (2)    | Marat Safin        | 7–6(7–1), 6–2, 4–6, 6–4            |
| 2000    | Marat Safin         | Mark Philippoussis | 3–6, 7–6(9–7), 6–4, 3–6, 7–6(10–8) |
| 2001    | Sébastien Grosjean  | Evgheni Kafelnikov | 7–6(7–3), 6–1, 6–7(5–7), 6–4       |
| 2002    | Marat Safin (2)     | Lleyton Hewitt     | 7–6(7–4), 6–0, 6–4                 |
| 2003    | Tim Henman          | Andrei Pavel       | 6–2, 7–6(8–6), 7–6(7–2)            |
| 2004    | Marat Safin (3)     | Radek Štěpánek     | 6–3, 7–6(7–5), 6–3                 |
| 2005    | Tomáš Berdych       | Ivan Ljubičić      | 6–3, 6–4, 3–6, 4–6, 6–4            |
| 2006    | Nikolai Davîdenko   | Dominik Hrbatý     | 6–1, 6–2, 6–2                      |
| 2007    | David Nalbandian    | Rafael Nadal       | 6–4, 6–0                           |
| 2008    | Jo-Wilfried Tsonga  | David Nalbandian   | 6–3, 4–6, 6–4                      |
| 2009    | Novak Đoković       | Gaël Monfils       | 6–2, 5–7, 7–6(7–3)                 |
| 2010    | Robin Söderling     | Gaël Monfils       | 6–1, 7–6(7–1)                      |
| 2011    | Roger Federer       | Jo-Wilfried Tsonga | 6–1, 7–6(7–3)                      |
| 2012    | David Ferrer        | Jerzy Janowicz     | 6–4, 6–3                           |
| 2013    | Novak Đoković (2)   | David Ferrer       | 7–5, 7–5                           |
| 2014    | Novak Đoković (3)   | Milos Raonic       | 6–2, 6–3                           |
| 2015    | Novak Đoković (4)   | Andy Murray        | 6–2, 6–4                           |
| 2016    | Andy Murray         | John Isner         | 6–3, 6–7(4–7), 6–4                 |
| 2017    | Jack Sock           | Filip Krajinović   | 5–7, 6–4, 6–1                      |
| 2018    | Karen Haceanov      | Novak Đoković      | 7–5, 6–4                           |
| 2019    | Novak Đoković (5)   | Denis Shapovalov   | 6–3, 6–4                           |
| 2020    | Daniil Medvedev     | Alexander Zverev   | 5–7, 6–4, 6–1                      |
| 2021    | Novak Đoković (6)   | Daniil Medvedev    | 4–6, 6–3, 6–3                      |
| 2022    | Holger Rune         | Novak Đoković      | 3–6, 6–3, 7–5                      |
| 2023    | Novak Đoković (7)   | Grigor Dimitrov    | 6–4, 6–3                           |
| 2024    | Alexander Zverev    | Ugo Humbert        | 6–2, 6–2                           |

### Dublu
| An      | Campioni                                 | Finaliști                              | Scor                       |
| ------- | ---------------------------------------- | -------------------------------------- | -------------------------- |
| 1969    | John Newcombe Tony Roche                 | Tom Okker Marty Riessen                | 10–8, 6–4, 6–2             |
| 1970    | Pancho Gonzales Ken Rosewall             | Tom Okker Marty Riessen                | 6–4, 7–6, 7–6              |
| 1971    | Nu s-a ținut                             | Nu s-a ținut                           | Nu s-a ținut               |
| 1972    | Pierre Barthès François Jauffret         | Andrés Gimeno Juan Gisbert             | 6–3, 6–2                   |
| 1973    | Juan Gisbert Ilie Năstase                | Arthur Ashe Roscoe Tanner              | 6–2, 4–6, 7–5              |
| 1974    | Patrice Dominguez François Jauffret (2)  | Brian Gottfried Raúl Ramírez           | 7–5, 6–4                   |
| 1975    | Wojtek Fibak Karl Meiler                 | Ilie Năstase Tom Okker                 | 6–4, 7–6                   |
| 1976    | Tom Okker Marty Riessen                  | Fred McNair Sherwood Stewart           | 6–2, 6–2                   |
| 1977    | Brian Gottfried Raúl Ramírez             | Jeff Borowiak Roger Taylor             | 6–2, 6–0                   |
| 1978    | Bruce Manson Andrew Pattison             | Ion Țiriac Guillermo Vilas             | 7–6, 6–2                   |
| 1979    | Jean-Louis Haillet Gilles Moretton       | John Lloyd Tony Lloyd                  | 7–6, 7–6                   |
| 1980    | Paolo Bertolucci Adriano Panatta         | Brian Gottfried Raymond Moore          | 6–4, 6–4                   |
| 1981    | Ilie Năstase Yannick Noah                | Andrew Jarrett Jonathan Smith          | 6–4, 6–4                   |
| 1982    | Brian Gottfried (2) Bruce Manson (2)     | Jay Lapidus Richard Meyer              | 6–4, 6–2                   |
| 1983–85 | Nu s-a ținut                             | Nu s-a ținut                           | Nu s-a ținut               |
| 1986    | Peter Fleming John McEnroe               | Mansour Bahrami Diego Pérez            | 6–3, 6–2                   |
| 1987    | Jakob Hlasek Claudio Mezzadri            | Scott Davis David Pate                 | 7–6, 6–2                   |
| 1988    | Paul Annacone John Fitzgerald            | Jim Grabb Christo van Rensburg         | 6–2, 6–2                   |
| 1989    | John Fitzgerald (2) Anders Järryd        | Jakob Hlasek Eric Winogradsky          | 7–6, 6–4                   |
| 1990    | Scott Davis David Pate                   | Darren Cahill Mark Kratzmann           | 5–7, 6–3, 6–4              |
| 1991    | John Fitzgerald (3) Anders Järryd (2)    | Kelly Jones Rick Leach                 | 3–6, 6–3, 6–2              |
| 1992    | John McEnroe (2) Patrick McEnroe         | Patrick Galbraith Danie Visser         | 6–4, 6–2                   |
| 1993    | Byron Black Jonathan Stark               | Tom Nijssen Cyril Suk                  | 4–6, 7–5, 6–2              |
| 1994    | Jacco Eltingh Paul Haarhuis              | Byron Black Jonathan Stark             | 3–6, 7–6, 7–5              |
| 1995    | Grant Connell Patrick Galbraith          | Jim Grabb Todd Martin                  | 6–2, 6–2                   |
| 1996    | Jacco Eltingh (2) Paul Haarhuis (2)      | Evgheni Kafelnikov Daniel Vacek        | 6–4, 4–6, 7–6              |
| 1997    | Jacco Eltingh (3) Paul Haarhuis (3)      | Rick Leach Jonathan Stark              | 6–2, 7–6                   |
| 1998    | Mahesh Bhupathi Leander Paes             | Jacco Eltingh Paul Haarhuis            | 6–4, 6–2                   |
| 1999    | Sébastien Lareau Alex O'Brien            | Paul Haarhuis Jared Palmer             | 7–6(9–7), 7–5              |
| 2000    | Nicklas Kulti Max Mirnîi                 | Paul Haarhuis Daniel Nestor            | 6–4, 7–5                   |
| 2001    | Ellis Ferreira Rick Leach                | Mahesh Bhupathi Leander Paes           | 3–6, 6–4, 6–3              |
| 2002    | Nicolas Escudé Fabrice Santoro           | Gustavo Kuerten Cédric Pioline         | 6–3, 7–6(8–6)              |
| 2003    | Wayne Arthurs Paul Hanley                | Michaël Llodra Fabrice Santoro         | 6–3, 1–6, 6–3              |
| 2004    | Jonas Björkman Todd Woodbridge           | Wayne Black Kevin Ullyett              | 6–3, 6–4                   |
| 2005    | Bob Bryan Mike Bryan                     | Mark Knowles Daniel Nestor             | 6–4, 6–7(3–7), 6–4         |
| 2006    | Arnaud Clément Michaël Llodra            | Fabrice Santoro Nenad Zimonjić         | 7–6(7–4), 6–2              |
| 2007    | Bob Bryan (2) Mike Bryan (2)             | Daniel Nestor Nenad Zimonjić           | 6–3, 7–6(7–4)              |
| 2008    | Jonas Björkman (2) Kevin Ullyett         | Jeff Coetzee Wesley Moodie             | 6–2, 6–2                   |
| 2009    | Daniel Nestor Nenad Zimonjić             | Marcel Granollers Tommy Robredo        | 6–3, 6–4                   |
| 2010    | Mahesh Bhupathi (2) Max Mirnîi (2)       | Mark Knowles Andy Ram                  | 7–5, 7–5                   |
| 2011    | Rohan Bopanna Aisam-ul-Haq Qureshi       | Julien Benneteau Nicolas Mahut         | 6–2, 6–4                   |
| 2012    | Mahesh Bhupathi (3) Rohan Bopanna (2)    | Aisam-ul-Haq Qureshi Jean-Julien Rojer | 7–6(8–6), 6–3              |
| 2013    | Bob Bryan (3) Mike Bryan (3)             | Alexander Peya Bruno Soares            | 6–3, 6–3                   |
| 2014    | Bob Bryan (4) Mike Bryan (4)             | Marcin Matkowski Jürgen Melzer         | 7–6(7–5), 5–7, [10–6]      |
| 2015    | Ivan Dodig Marcelo Melo                  | Vasek Pospisil Jack Sock               | 2–6, 6–3, [10–5]           |
| 2016    | Henri Kontinen John Peers                | Pierre-Hugues Herbert Nicolas Mahut    | 6–4, 3–6, [10–6]           |
| 2017    | Łukasz Kubot Marcelo Melo (2)            | Ivan Dodig Marcel Granollers           | 7–6(7–3), 3–6, [10–6]      |
| 2018    | Marcel Granollers Rajeev Ram             | Jean-Julien Rojer Horia Tecău          | 6–4, 6–4                   |
| 2019    | Pierre-Hugues Herbert Nicolas Mahut      | Karen Haceanov Andrei Rubliov          | 6–4, 6–1                   |
| 2020    | Félix Auger-Aliassime Hubert Hurkacz     | Mate Pavić Bruno Soares                | 6–7(3–7), 7–6(9–7), [10–2] |
| 2021    | Tim Pütz Michael Venus                   | Pierre-Hugues Herbert Nicolas Mahut    | 6–3, 6–7(4–7), [11–9]      |
| 2022    | Wesley Koolhof Neal Skupski              | Ivan Dodig Austin Krajicek             | 7–6(7–5), 6–4              |
| 2023    | Santiago González Édouard Roger-Vasselin | Rohan Bopanna Matthew Ebden            | 6–2, 5–7, [10–7]           |
| 2024    | Wesley Koolhof Nikola Mektić             | Lloyd Glasspool Adam Pavlásek          | 3–6, 6–3, [10–5]           |

## Recorduri

### Simplu
| Cele mai multe titluri                       | Novak Đoković                    | 7  |
| Cele mai multe finale                        | Novak Đoković                    | 9  |
| Cele mai multe titluri consecutive           | Novak Đoković (2013, 2014, 2015) | 3  |
| Cele mai multe finale consecutive            | Novak Đoković (2013, 2014, 2015) | 3  |
| Cele mai multe meciuri jucate                | Novak Đoković                    | 54 |
| Cele mai multe meciuri câștigate             | Novak Đoković                    | 45 |
| Cele mai multe meciuri consecutive câștigate | Novak Đoković                    | 17 |
| Cele mai multe ediții jucate                 | Novak Đoković                    | 17 |

### Dublu
| Cele mai multe titluri             | Bob Bryan Mike Bryan                     | 4 |
| Cele mai multe finale              | Paul Haarhuis                            | 6 |
| Cele mai multe titluri consecutive | Jacco Eltingh Paul Haarhuis (1996, 1997) | 2 |
| Cele mai multe titluri consecutive | Bob Bryan Mike Bryan (2013, 2014)        | 2 |

1. ↑  Haarhuis a ajuns la aceste finale cu trei parteneri diferiți.